# Tom Dehaene
Tom Paul Luc Dehaene (Brugge, 5 maart 1969) is een Belgisch politicus en lid van de CD&V.

## Levensloop
Dehaene is de zoon van Jean-Luc Dehaene, die van 1992 tot 1999 premier van België was. Na zijn humaniora behaalde hij in het hoger onderwijs een graduaat boekhouden-informatica. Beroepshalve werd hij bediende.
In Hofstade, deelgemeente van Zemst, zette hij vanaf 1987, toen hij achttien jaar oud was, in bij de plaatselijke afdeling van de CVP Jongeren. Voor CVP/CD&V zetelde hij van 1995 tot 2004 in de provincieraad van Vlaams-Brabant. Inmiddels was hij in oktober 2000 ook verkozen tot gemeenteraadslid van Zemst, waar hij van 2001 tot 2012 OCMW-voorzitter en van 2007 tot 2012 schepen was, bevoegd voor sociaal beleid, gelijke kansen, armoede, welzijn en gezondheid. Dehaene bleef nadien nog tot in januari 2025 gemeenteraadslid van Zemst. Bij de gemeenteraadsverkiezingen van oktober 2024 was hij niet langer kandidaat om zich op  zijn provinciale functies te concentreren.
Bij de derde rechtstreekse Vlaamse verkiezingen van 13 juni 2004 werd Tom Dehaene verkozen in de kieskring Vlaams-Brabant. Ook na de volgende Vlaamse verkiezingen van 7 juni 2009 bleef hij Vlaams Parlementslid. Als parlementslid volgde hij het beleid rond welzijn en wonen op. Van 2004 tot 2009 zetelde hij in de commissies Welzijn, Volksgezondheid en Gezin en Wonen, Stedelijk Beleid, Inburgering en Gelijke Kansen en van 2009 tot 2012 was hij lid van de commissie Brussel en Vlaamse Rand en voorzitter van de commissie  Welzijn, Volksgezondheid, Gezin en Armoedebeleid.
In oktober 2012 trok hij bij de provincieraadsverkiezingen de Vlaams-Brabantse CD&V-lijst in het provinciedistrict Vilvoorde. Na die verkiezingen werd Tom Dehaene gedeputeerde in de provincie Vlaams-Brabant, belast met onder meer Mobiliteit en Wonen. Daarom verliet hij midden december 2012 het Vlaams Parlement en werd opgevolgd door Peter Van Rompuy. Ook nam hij om dezelfde reden ontslag als OCMW-voorzitter en schepen van Zemst. Na de provincieraadsverkiezingen van oktober 2018 bleef Dehaene gedeputeerde van Vlaams-Brabant, met onder meer de bevoegdheden Mobiliteit, Erfgoed en Omgevingsvergunning. In 2021 kwam hier de bevoegdheid Landbouw bij. Bij de provincieraadsverkiezingen van oktober 2024 was hij opnieuw provinciaal lijsttrekker voor zijn partij in Vlaams-Brabant. In het daarop samengestelde provinciebestuur bleef Dehaene gedeputeerde van Vlaams-Brabant, met de bevoegdheden Landbouw, Platteland, Waterlopen, Toerisme, Personeelsbeleid en Omgevingsvergunningen.
Eind 2014 werd hij aangesteld als bestuurder bij Waterwegen en Zeekanaal. Van januari 2015 tot de opheffing eind december 2017 was Dehaene voorzitter van de raad van bestuur. Van april 2017 tot april 2025 was hij vervolgens ondervoorzitter van De Vlaamse Waterweg. Sinds april 2025 is Dehaene lid van de raad van bestuur van de Vlaamse vervoersmaatschappij De Lijn.